# Massimo (famille)
Pour les articles homonymes, voir Massimo.
La maison Massimo une famille aristocratique de Rome,  influente sur la politique, l'Église et le patrimoine artistique de la ville.

## Origines légendaires
La famille Massimo est parfois considérée comme l'une des plus anciennes familles nobles d'Europe. Selon l'historien augustinien Onofrio Panvinio (1529-1568) dans son ouvrage « De gente Maxima » datant de 1556, la famille descend en ligne masculine de l'ancienne Gens Fabia ou « Maximi » de la Rome républicaine et de Quintus Fabius Maximus Verrucosus (vers 275 av. J.-C. – 203 av. J.-C.), appelé Cunctator (« le Retardateur »),,. Lorsque Napoléon (avec qui il négociait le traité de Tolentino ) lui demanda si la famille descendait de Fabius Maximus, le prince Massimo de l'époque répondit avec une formule célèbre : « Je ne saurais en effet le prouver, c'est un bruit qui ne court que depuis douze cents ans dans notre famille. ».
On dit aussi que la famille Massimo ( également appelée Massimi) a fourni deux papes à l'Église catholique, tous deux furent faits saints : le pape Anastase Ier (règne 399-401), qui a dénoncé l'hérésie origéniste, et le pape Pascal Ier de la branche Massimi de la famille (règne 817-824), qui a résisté aux rois francs et a été impliqué dans l'une des premières tentatives de christianisation de la Scandinavie.
L'attribution occasionnelle des deux papes canonisés Anastase Ier et Pascal Ier à la famille Massimo ainsi que sa descendance des anciens sénateurs romains est probablement de nature mythique.

## Histoire
L'histoire la mieux documentée de la famille actuelle remonte à un Massimo qui a prospéré vers 950 apr. J.-C., et est identifié dans la personne de Leo de Maximis vers 1012 (le nom de famille Massimi dérive de Maximis). 
Par la suite, la famille grandit en influence parmi les barons romains et joua un rôle considérable dans l'histoire de la ville au Moyen Âge, produisant de nombreux cardinaux, ambassadeurs et dirigeants civils et militaires.
Massimo Massimi (mort en 1465) a été le conservateur en chef de Rome, poste occupé par plusieurs membres ultérieurs de la famille. Luca Massimo (mort en 1550) reçut le titre de « baron de Pisterzo » en 1544 et Fabrizio Camillo Massimo de la branche Arsoli de la famille devint « marquis de Roccasecca » en 1686.
Deux branches descendaient des fils d'Angelo Massimo (1491–1550), qui devint le premier seigneur (Signore) d'Intrafiumara en 1520 ː la branche de Tiberio, dont les descendants devinrent ducs de Rignano et Calcata, et qui s'éteignie en 1907, et celle de Fabrizio Massimo (1536–1633), qui obtint la seigneurie d'Arsoli en 1574. Pendant la guerre de Succession d'Espagne, son descendant Giovanni Camillo Massimo (1659-1711) fut envoyé pour protéger les intérêts de l'Italie dans le nord. En 1711, Giovanni Camillo fut exécuté par l'Espagne et son plus jeune fils Francesco Giovanni Massimi (1696-1745) trouva refuge dans la commune de Massimino, qui déclara en 1713 son indépendance souveraine. La dernière lignée est issue de Massimiliano Camillo Massimi (1770–1840) ce dernier reçut le titre de prince d'Arsoli, par le pape Léon XII et également le titre de prince pour tous ses descendants en 1826. Son petit-fils, Carlo Camillo (1836–1921), 3e prince d'Arsoli, fut également fait prince romain en 1854. Son fils Francesco Camillo, prince Massimo et prince d'Arsoli (1865-1943) devint « Sopraintendente Generale delle Poste Pontificie », et son petit-fils Leone, prince d'Arsoli et prince Massimo (1896-1979) devint duc d'Anticoli-Corrado en 1904 par cession.
Un autre petit-fils du 1er prince d'Arsoli, Don Filippo Massimo (1843–1915), hérita de la fortune et adopta le nom de famille matrimonial de la fille aînée du prince, Donna Giuseppina Massimo (1799–1862), qui était la veuve et héritière d'Ottavio Lancellotti, prince de Lauro (1789–1852). Bien que la lignée aînée des descendants de Don Filippo conserve le nom de famille et le titre Lancellotti, son fils cadet Don Luigi (1881-1968) reprit le nom paternel dans la combinaison de « Massimo Lancellotti », et ses descendants s'épanouirent, ayant reçu le titre italien de « Prince de Prossedi » en 1932[réf. nécessaire].
Bien qu'anciens et puissants, les Massimo post-médiévaux n'étaient pas une famille souveraine, mais les chefs de famille répétés et d'autres membres de la famille ont contracté un nombre remarquable de mariages avec des membres et des descendants de dynasties royales régnantes jusqu'à la fin du XXe siècle, systématiquement après le mariage en 1765 du maître de poste papal Camillo Francesco Massimo (1730-1801), marquis de Roccasecca, avec Barbara Savelli-Palombara (1750-1826), la dernière de la grande lignée de la famille papale Savelli et héritière d'une grande fortune.
Leur fils, le premier prince d'Arsoli, Massimiliano Camillo Massimo (1770–1840), épousa en 1796 la princesse Cristina de Saxe (1775–1837), fille de Xavier de Saxe, prince de Pologne et de Lituanie, fils cadet du roi Auguste III de Pologne.
Le fils de Massimiliano, le 2e prince d'Arsoli Camillo Vittorio Massimo (1803–1873), épousa SAR la princesse Marie Gabrielle de Savoie-Carignan (1811–1837), fille du prince Joseph-Marie de Savoie-Villafranca et cousine germaine de Charles Albert, roi de Sardaigne dont le fils, le roi Victor Emmanuel II (1820–1878), devint le premier roi d'une Italie unie en 1861.
Le troisième prince d'Arsoli, Camillo Carlo Massimo (1836-1873) épousa Donna Francesca Lucchesi Palli (1836-1923), fille d'Hector Lucchesi-Palli, 8e duc della Grazia. Par sa mère, la princesse Marie-Caroline de Bourbon-Sicile (1798–1870), fille du roi napolitain François Ier des Deux-Siciles (et veuve de l'héritier assassiné de Charles X de France, Charles-Ferdinand, duc de Berry ), Francesca était une demi-sœur du prétendant légitimiste au trône de France Henri, comte de Chambord.
Ils eurent deux fils, Francesco Massimo, 4e prince d'Arsoli et le prince Massimo (1865-1943), qui épousa Donna Eleonora Brancaccio (1875-1943) en 1895 (fille de Salvatore Brancaccio, prince de Triggiano), et Fabrizio Massimo (1868-1944) qui en 1895 s'était vu céder les titres de prince de Roviano et de duc d'Anticoli-Corrado, et qui épousa en 1897 SAR la princesse Béatrice de Bourbon (1874-1961), fille du prétendant carliste et légitimiste aux trônes de France et d'Espagne, Charles, duc de Madrid,. Le prince Fabrizio et Béatrice ont eu quatre filles : Margherita Massimo qui a épousé Emilio Pagliano, Fabiola Massimo qui a épousé Enzo Galli Zugaro, Maria della Neve Massimo qui a épousé Charles Piercy et Bianca Massimo qui a épousé Paul von Wurmbrand-Stuppach. En 1904, Fabrizio céda le duché d'Anticoli-Corrado à son neveu le prince Leone Massimo, fils de son frère aîné le 4e prince d'Arsoli.
Le prince Leone (1896–1979) devint également le 5e prince d'Arsoli et prince Massimo en 1943, après avoir épousé en 1935 SAR la princesse Marie-Adélaïde de Savoie-Gênes (1904–1979), fille du prince Thomas, duc de Gênes (1854–1931) et cousine germaine de Victor Emmanuel III de Savoie, roi d'Italie alors régnant.
La tradition Massimo de contracter des mariages royaux s'est poursuivie lorsque, en 1989, le prince Carlo Massimo (né en 1942) épousa Doña Elisa Osorio de Moscoso y Estagna (née en 1946), fille de Pedro, duc de Montemar (1904-1986), dont l'arrière-grand-mère paternelle était l'infante Luisa Teresa de Borbón-Cadiz, fille de l'infant François de Paule d'Espagne. (1824-1900) par son mariage avec José Osorio de Moscoso, duc de Sessa.
La famille princière est représentée par le prince Fabrizio Massimo, 7e prince d'Arsoli et Triggiano (né en 1963), et par Stefano Massimo, prince de Roccasecca dei Volsci (né en 1955), dont l'héritier est le prince Valerio Massimo (né en 1973),. Le 21 mai 2009, le prince Valerio a atteint le sommet du mont Everest.

## Importance
La famille était de grands mécènes des arts, les frères Pietro et Francesco Massimo acquérant la renommée en protégeant et en encourageant les imprimeurs allemands Arnold Pannartz et Konrad Sweynheim, qui arrivèrent à Rome en 1467, où les premiers livres imprimés en Italie furent produits au Palais Massimo. Au XVIIe siècle, le cardinal Camillo II Massimo était célèbre comme mécène de Vélasquez et de Poussin.
Le palais Massimo alle Colonne à Rome a été construit par le célèbre architecte siennois Baldassarre Peruzzi sur ordre de Pietro Massimo, sur les ruines d'un palais antérieur détruit lors du sac de Rome en 1527. La façade courbe est construite sur et dictée par les fondations des tribunes de l'odéon du stade de l'empereur Domitien. Les plafonds intérieurs et les vestibules sont richement ornés de rosaces et de toits à caissons. Le plafond de l'entrée est décoré d'une fresque de Daniele da Volterra, qui a représenté La Vie de Fabius Maximus. La chapelle du 2e étage était une pièce où Paolo Massimo, 14 ans, fils du prince Fabrizio Massimo, fut brièvement rappelé à la vie par saint Philippe Néri le 16 mars 1583. L'intérieur du palais n'est ouvert au public que le jour de chaque année où la famille reçoit les cardinaux et autres hauts fonctionnaires pour honorer l'événement. D'autres événements notables survenus au palais au XVIe siècle incluent divers meurtres intrafamiliaux. Le palais est considéré comme l'un des chefs-d'œuvre maniéristes les plus importants du début de la Renaissance et reste la résidence principale de la famille, avec le château Massimo à Arsoli.